# Apicia leprosa
Apicia leprosa är en fjärilsart som beskrevs av W. Warren 1907. Apicia leprosa ingår i släktet Apicia och familjen mätare. Inga underarter finns listade i Catalogue of Life.